# تشارلز إيفانز (أمين مكتبة)
تشارلز إيفانز (بالإنجليزية: Charles Evans)‏ هو أمين مكتبة أمريكي، ولد في 13 نوفمبر 1850 في بوسطن في الولايات المتحدة، وتوفي في 8 فبراير 1935 في شيكاغو في الولايات المتحدة.